# The 101'ers
The 101'ers, brittiskt rockband bildat i maj 1974 i London. Gruppen bestod av John Mellor (från 1975 känd som Joe Strummer), Richard Dudanski aka Richard Nother, Clive Timperley, Daniel Kelleher, Michael Foote och Marwood Chesterton. Låtexempel: "Sweet Revenge", "The Keys to Your Heart" och "Sweetie of the St Moritz". 
The 101'ers debuterade live på puben Telegraph i Brixton. Ledda av gitarristen/vokalisten Joe Strummer etablerade sig gruppen på den falnande pubrock-scenen som var på väg att tas över av punkvågen. Sex Pistols spelade förband till The 101'ers, och efter att ha sett dem fick Joe Strummer inspiration att övergå till att spela punk. Han lämnade bandet för att vara med om grundandet av The Clash i juni 1976. The 101'ers upplöstes. Clive Timperly (gitarr) anslöt sig till The Passions. Dan Kelleher (bas) anslöt sig till The Derelicts och Richard Dudanski (trummor) spelade med The Raincoats och Public Image Limited. Singeln Keys to Your Heart gavs ut av skivbolaget Chiswick följande månad. 
1981 gavs LP:n Elgin Avenue Breakdown ut, en samling liveinspelningar, BBC-sessioner och demoinspelningar. Materialet sträcker sig från traditionell rock – "Too Much Monkey Business" och "Route 66" – till mer originell stil med sångarens kraftfulla och råa sätt att leverera redan på plats. Det finns även en cd-version av denna LP, kallad Elgin Avenue Breakdown (Revisited).

## Diskografi
Singlar
- "Keys to Your Heart" / "5 Star Rock & Roll Petrol" (1976)
- "Sweet Revenge" / "Rabies" (1981)

Samlingsalbum
- Elgin Avenue Breakdown (1981)
- Five Star Rock'n'Roll (1993)
- Elgin Avenue Breakdown Revisited (2005)